# Air Yugoslavia
Air Yugoslavia (srbsko Ер Југославија, makedonsko Ер Југославија) je bivša letalskoprevozniška družba s sedežem v Beogradu, Jugoslavija (danes Srbija), ki je opravljala storitve čarterskih letov tako znotraj države kot tudi mednarodno. 

## Zgodovina družbe
Družba je bila ustanovljena leta 1969 kot hčerinska družba družbe JAT, kasneje JAT Airways. Kot glavni bazi je uporabljala letališči v Beogradu in Zagrebu. Opravljala je lete tako med letališči znotraj tedanje Jugoslavije, kot tudi mednarodne lete, pretežno do letališč tedanje ZR Nemčije. Za svojo dejavnost je uporabljala letala matične družbe JAT oziroma JAT Airways.
Ob razpadu nekdanje Jugoslavije je Air Yugoslavia ostala v okviru JAT Airwaysa do leta 2005, čeprav več kot deset let ni opravila nobenega leta. Omenjenega leta so v JAT Airwaysu družbo Air Yugoslavia ukinili in jo zamenjali z oddelkom za čarterje in turizem.

## Kodne oznake
Air Yugoslavia je uporabljala naslednji kodni oznaki:
- ICAO YRG
- Callsign YUGAIR

## Destinacije
Iz letališča Beograd je družba opravljala polete do naslednjih destinacij:
- Dubrovnik, Letališče Dubrovnik
- Ljubljana, Letališče Jožeta Pučnika Ljubljana
- Maribor, Letališče Edvarda Rusjana Maribor
- Niš, Letališče Niš
- Ohrid, Letališče Ohrid
- Priština, Letališče Priština
- Pulj, Letališče Pulj
- Reka, Letališče Reka
- Sarajevo, Letališče Sarajevo
- Skopje, Letališče Skopje
- Split, Letališče Split
- Titograd, danes Podgorica, Letališče Podgorica
- Tivat, Letališče Tivat
- Zadar, Letališče Zadar
- Zagreb, Letališče Zagreb

Iz letališča Zagreb je družba opravljala polete do naslednjih destinacij:
- Beograd, Letališče Beograd
- Dubrovnik, Letališče Dubrovnik
- Düsseldorf, Letališče Düsseldorf
- Hamburg, Letališče Hamburg
- Pulj, Letališče Pulj
- Split, Letališče Split
- Stuttgart, Letališče Stuttgart
- Tivat, Letališče Tivat
- Zadar, Letališče Zadar